# Hôtel Bourdier de Beauregard
L’hôtel Bourdier de Beauregard est un ancien hôtel particulier situé au no 3, rue de Gontaut-Biron, à Pau, dans le département français des Pyrénées-Atlantiques, en région Nouvelle-Aquitaine.
Datant du début du XVIIIe siècle, il est, depuis 1870, le presbytère de l’église Saint-Martin, et accueille, au sein de l’ancienne chapelle de la Persévérance, des expositions temporaires.

## Histoire
Si on ne connaît pas le date de construction du bâtiment, il est estimé, de par son style architectural, qu’il date du début du XVIIIe siècle.
Selon Alphonse Dugenne, dans son ouvrage « Panorama historique et descriptif de Pau et de ses environs », en 1760, l’hôtel est une auberge appartenant au sieur Legros.
En 1773, l’hôtel est la propriété de Généreux Valentin Bourdier de Beauregard, seigneur d’Igon et directeur général des Domaines et Droits du Roi à Pau et à Laval. Ce dernier y fait réaliser quelques travaux, et, passionné d’histoire naturelle, installe son cabinet de curiosités sous les combles.
À la Révolution, grâce à un stratagème du baron d’Espalungue, alors commandant du château de Pau, c’est dans cet hôtel qu’est caché, dans la nuit du 30 avril 1793, le berceau du roi Henri IV. En effet, Bourdier de Beauregard, sacrifie l’une des pièces maîtresses de son cabinet de curiosités, une carapace de tortue, afin de l’échanger avec le berceau, qui est alors caché dans la charpente de l’hôtel, où il reste jusqu’en 1814, redécouvert par le sieur Saffore, charpentier venu faire des réparations.
L’hôtel reste dans la même famille jusqu’en 1870, année où il est acquis par la fabrique, conseil administratif de la paroisse Saint-Martin. Cette acquisition est rendue possible par la donation d’une somme de 100 000 francs, par la famille Adoue, par laquelle la Fabrique acquiert la propriété de l’édifice après délibération du conseil municipal du 26 janvier 1870, et après acte passé auprès de Me Laforgue, daté du 20 juillet 1870.
En 1872, les anciennes écuries de l’hôtel sont détruites et une chapelle est construite, sous la houlette de l’entrepreneur Pierre Ollé-Laprune. La chapelle est au départ, uniquement à l’usage du clergé, puis ouverte au culte public en 1898, comme annexe de l’église Saint-Martin. Elle possède un important vitrail réalisé par Jules Mauméjean.
Devenu propriété de la ville après la loi de 1905, l’hôtel est, encore au XXIe siècle, le presbytère de l’église Saint-Martin. La chapelle de la Persévérance, désacralisée au milieu du XXe siècle, accueille aujourd’hui des expositions temporaires.

## Architecture
L’hôtel est un corps de bâtiment en U, il possède, dès l’origine, une porte cochère donnant sur la rue de Gontaut-Biron, aujourd’hui condamnée et servant de garage. Un second portail, très ouvragé, se trouve au fond de la cour, donnant sur l’impasse Honset.
La façade principale conserve ses ferronneries en feuilles d’acanthes, ainsi que certaines menuiseries et une entrée de service, aujourd’hui entrée principale. Les dispositions originales du rez-de-chaussée ont quasiment toutes disparues, à l’exception de la cheminée des cuisines, qui conserve ses imposants corbeaux, ainsi que le dallage en damier de marbre de l’entrée principale, menant à l’ancienne chapelle, mais également l’escalier principal desservant tous les niveaux.
Le premier étage conserve quant à lui, l’intégrité de ses décors d’origine, ses fenêtres à petits carreaux et leurs volets intérieurs, son parquet marqueté, ses boiseries et cheminées.
Le deuxième étage a subi d’importantes modifications à la fin du XIXe siècle et au début du XXe siècle, quant au troisième et dernier étage, sous combles, il conserve une partie des anciens aménagements du cabinet de curiosité de Bourdier de Beauregard, mais est aujourd'hui inexploité.
L’aile nord originelle, accueillant les communs et écuries, est détruite en 1872, pour faire place à l’actuelle chapelle de la Persévérance, et l’aile sud est rehaussée d’un étage et rallongée jusqu’au bord de l’impasse Honset au début du XXe siècle.

## Galerie

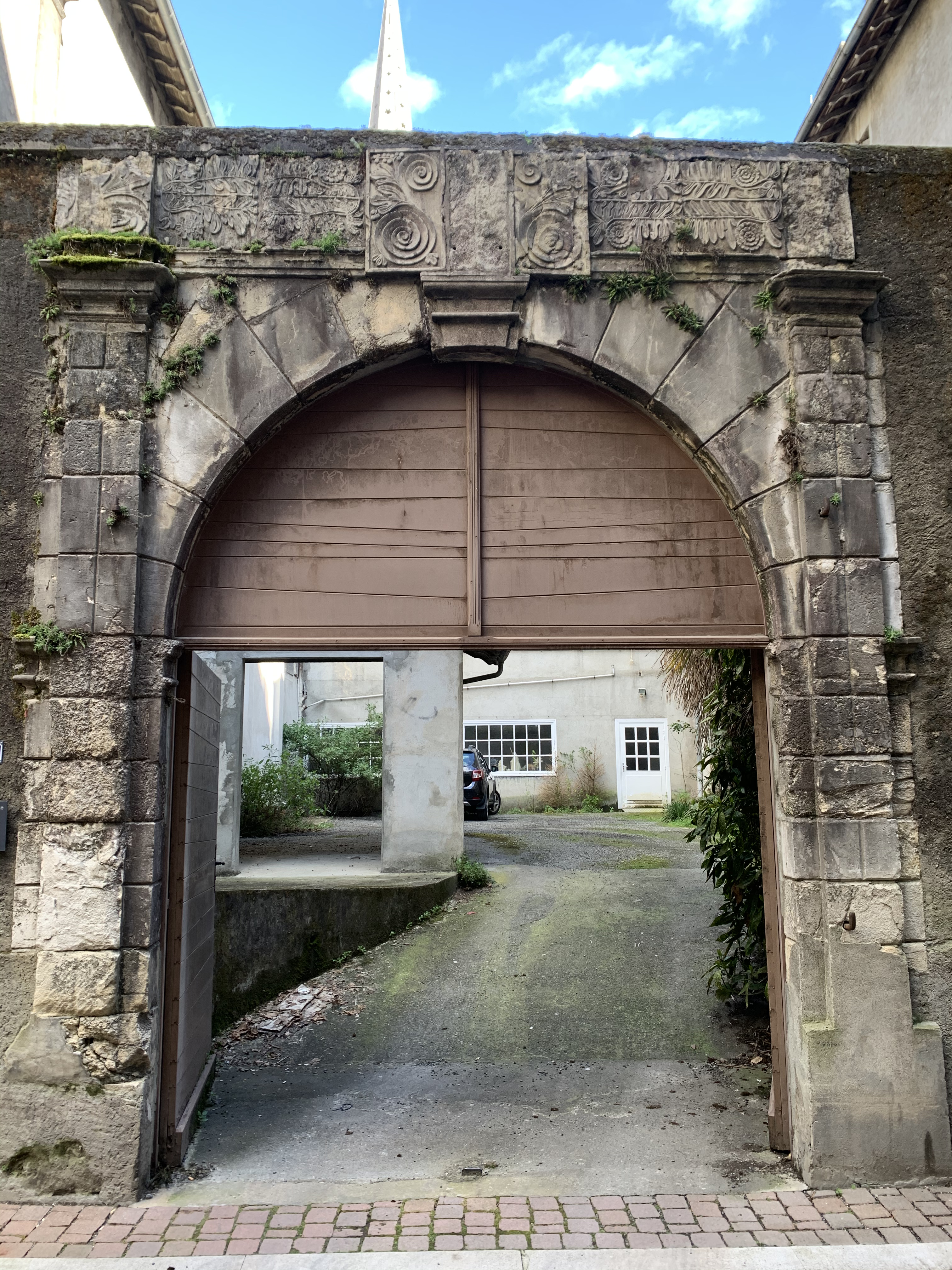
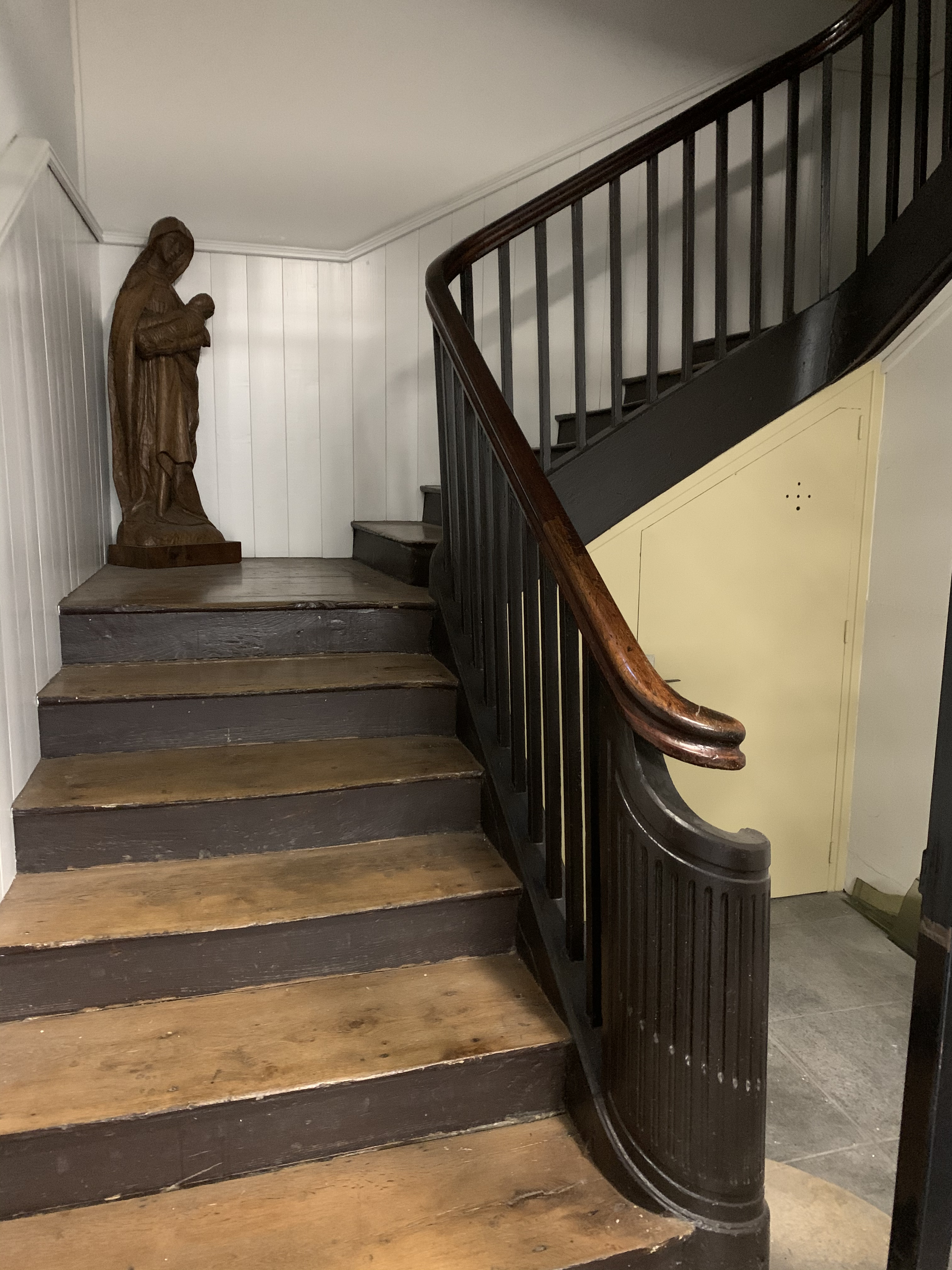
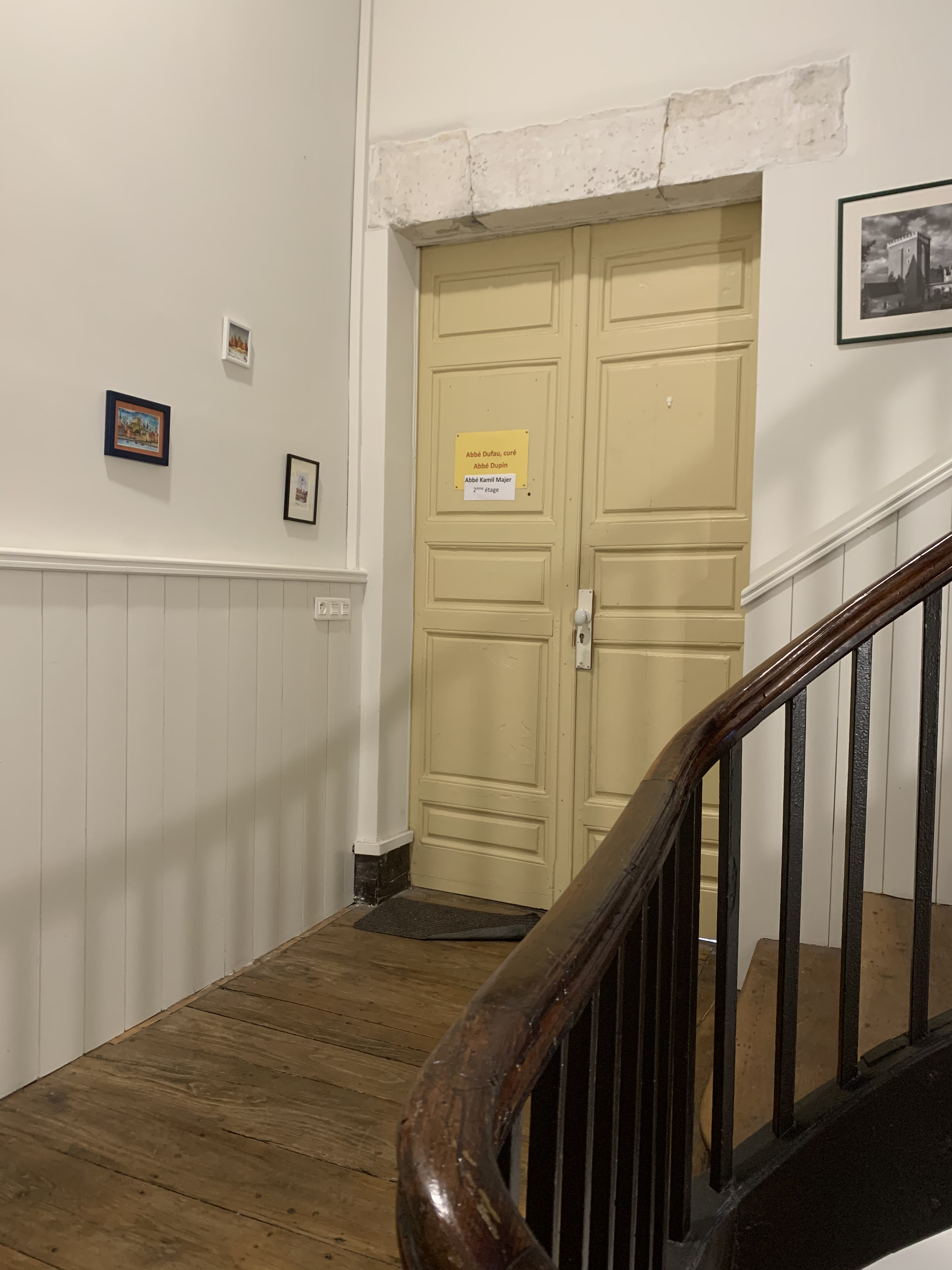
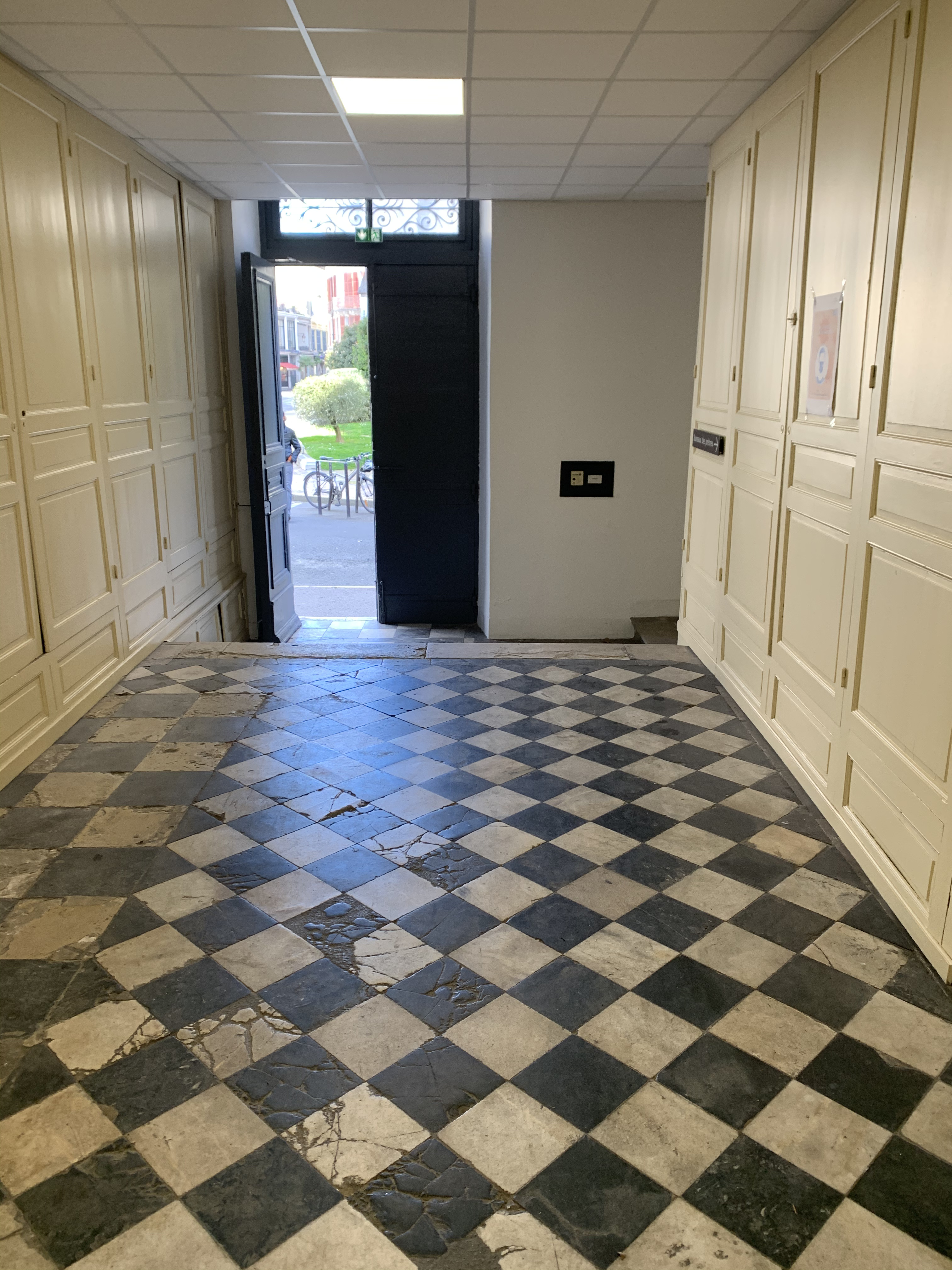
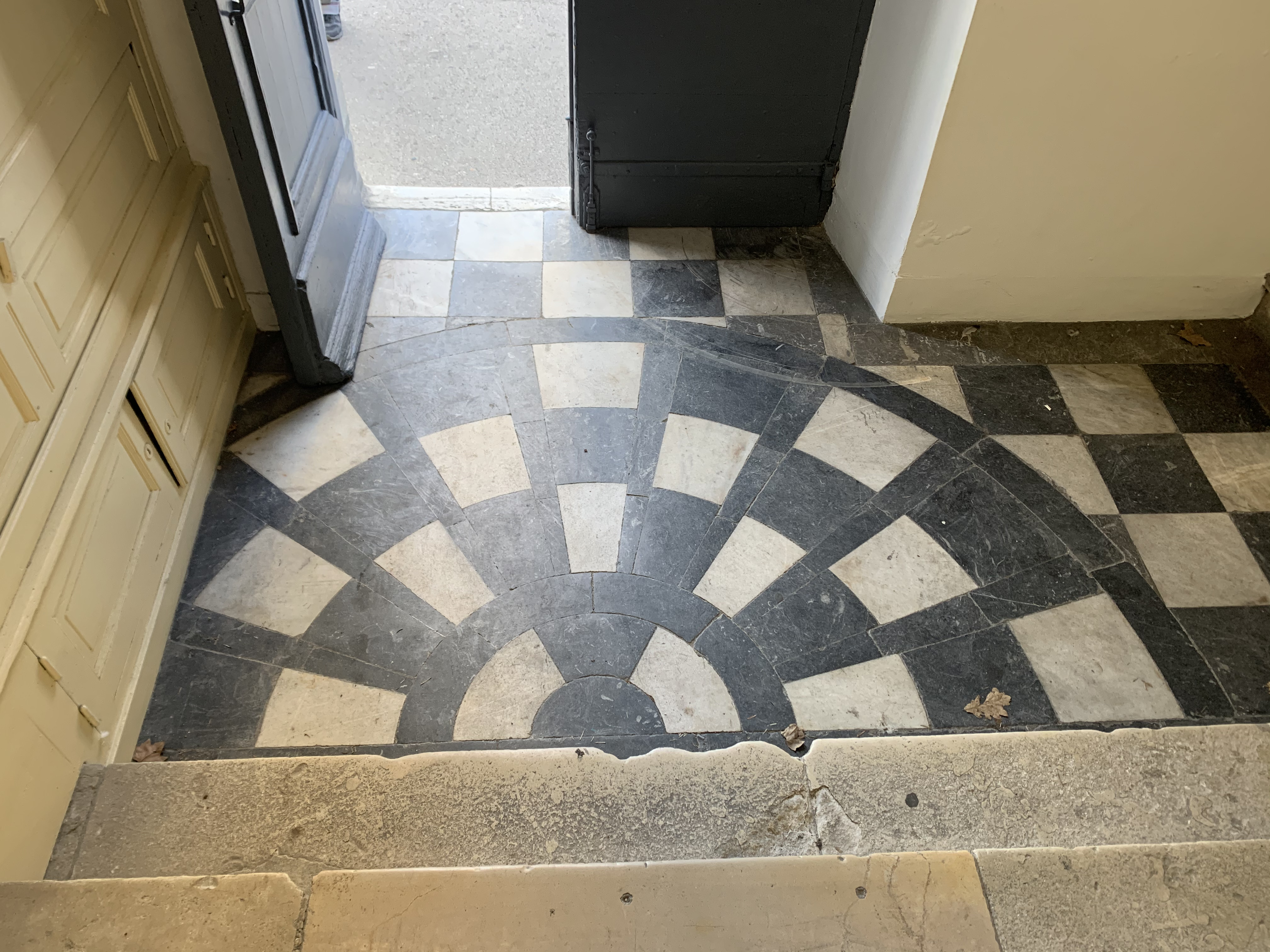